# Джостон, Дарвин
Дарвин Джостон (англ. Darwin Joston); 9 декабря 1937,Уинстон-Сейлем, Северная Каролина — 1 июня 1998, Уинстон-Сейлем, Северная Каролина) — американский актёр кино и телевидения, наиболее известный по роли Наполеона Уилсона в фильме Джона Карпентера «Нападение на 13-й участок».

## Ранние годы
Дарвин Джостон родился в Уинстон-Сейлем, Северная Каролина, в семье Мэри Элизабет Смит и Буфорда Оделла Соломона. Помимо него в семье был брат, Талмадж Соломон, который стал служителем Церкви Христа. В период учёбы в школе Джонстон считался талантливым и перспективным спортсменом. После окончания средней школы Дарвин поступил в Университет Северной Каролины в Чапел-Хилл, где кроме прочего изучал драму. В 1960 году Джостон закончил университет.

## Карьера

### Начало карьеры
После окончания колледжа Дарвин Джостон переехал в Нью-Йорк и начал свою профессиональную карьеру в качестве театрального актёра в различных театральных и летних постановках. Он жил и работал в Нью-Йорке в течение пяти лет, после чего переехал в Лос-Анджелес где с середины 1960-х и до середины 1970-х годов Джостон работал в основном на телевидении. Там он появился в ряде популярных сериалов, включая Лесси, «Виргинец», «Крысиный патруль», «Железная сторона», «Макклауд» (1970—1977) и других.
На этом этапе своей актёрской карьеры Джостон также снимался и в кино. В 1970 году он снялся в эксплуатационном фильме «Головорезы Кейна», в котором он сыграл Билли Джо, психопата, одержимого собственной матерью, сексуально извращенного солдата Конфедерации. Вторым фильмом стал малобюджетный фильм ужасов 1976 года «Змееловы», в котором Дарвин сыграл солдата, убитого ордой гремучих змей.

### «Нападение на 13-й участок»
Джостон известен по роли Наполеона Уилсона, сардонического, вооруженного дробовиком антигероя из фильма Джона Карпентера «Нападение на 13-й участок», вдохновленного Говардом Хоуксом. Карпентер сказал, что он написал роль Наполеона Уилсона, имея в виду Джостона, и наделил его некоторыми личностными чертами Дарвина. Когда Карпентер писал сценарий для фильма, он и Джостон жили в одном многоквартирном доме на Голливудских холмах и со временем они стали друзьями. Познакомившись с Джостоном и его чувством юмора, Карпентер почувствовал, что из его соседа получится интересный антигерой.

### Дальнейшая карьера
За пять лет после выхода «Нападение на 13-й участок» Джостон снялся ещё в трех независимых фильмах. Он сыграл Пола, клерка фабрики по производству карандашей, в фильме Дэвида Линча 1977 года «Голова-ластик». По словам актёра, Линч хотел пригласить его на роль после просмотра одного из его спектаклей (хотя Джостон не знал, какого именно), и он связался с Дастином по поводу роли через общего друга. Далее он снова порботал с Джоном Карпентером в фильме ужасов 1980 года Туман, сыграв роль коронера доктор Файбса. Вскоре после этого Эрик Ред, тогда ещё молодой начинающий режиссёр и поклонник игры Джостона в «Нападении на 13-й участок», взял его на главную роль уставшего от мира киллера в свой короткометражный фильм 1981 года Gunmen’s Blues.
В 1980-х годах актёрская карьера Джостона пошла на спад, и он постепенно перешёл от актёрской игры к работе на полную ставку в качестве члена команды в съемочной группе кино и телевидения. Он начал работать в съемочной команде, когда случались перерывы между актёрскими работами, а они, по словам Джостона, занимали большую часть времени. Со временем Дарвин стал настолько занят работой со съемочными группами, что у него редко находилось время пытаться искать роли. После 1986 года он в основном работал в сфере транспорта, вплоть до выхода на пенсию в 1994 году. Его последняя телевизионная роль была в 1986 году, в эпизоде комедийного сериала «Альф».

## Смерть
После того, как Джостон ушёл на пенсию, он переехал из Лос-Анджелеса обратно в свой родной город — Уинстон-Сейлем. Он умер 1 июня 1998 года в возрасте 60 лет от лейкемии в Медицинском центре Форсайт.

## Фильмография
| Год       |     | Русское название          | Оригинальное название  | Роль                       |
| --------- | --- | ------------------------- | ---------------------- | -------------------------- |
| 1966—1968 | с   | Лесси                     | Lassie                 | Эд                         |
| 1967      | с   | Гомер Куча, морпех        | Gomer Pyle: USMC       | первый мужчина             |
| 1968      | с   | Виргинец                  | The Virginian          | Дэн Мосс                   |
| 1968      | с   | Крысиный патруль          | The Rat Patrol         | рядовой Питерсон           |
| 1970      | ф   | Головорезы Кейна          | Cain’s Cutthroats      | Билли Джо                  |
| 1970—1974 | с   | Железная сторона          | Ironside               | разные персонажи           |
| 1971      | с   | Лонгстрит                 | Longstreet             | Гэри Стивенсон             |
| 1973      | с   | Истории привидений        | Ghost Story            | Дэнни Ферро                |
| 1974      | с   | Макклауд                  | McCloud                | капрал Эванс               |
| 1974      | с   | Новобранцы                | The Rookies            | Дукас                      |
| 1976      | ф   | Змееловы                  | Rattlers               | Палмер                     |
| 1976      | с   | Шазам!                    | Shazam!                | Джаспер                    |
| 1976      | ф   | Нападение на 13-й участок | Assault on Precinct 13 | Наполеон Уилсон            |
| 1977      | ф   | Голова-ластик             | Eraserhead             | Пол                        |
| 1980      | ф   | Туман                     | The Fog                | доктор Файбс               |
| 1980      | ф   | От побережья до побережья | Coast to Coast         | пьяный дальнобойщик        |
| 1981      | кор | —                         | Gunmen’s Blues         | мистер Смит                |
| 1982      | ф   | Странник во времени       | Time Walker            | лейтенант Пламмер          |
| 1984      | с   | Воздушный волк            | Airwolf                | охранник в аэропорту       |
| 1984      | с   | Спенсер                   | Spencer                | водитель автобуса          |
| 1985      | с   | Ремингтон Стил            | Remington Steele       | рабочий в доке             |
| 1985      | с   | Рыцарь дорог              | Knight Rider           | Бергерс                    |
| 1985      | с   | Блюз Хилл-стрит           | Hill Street Blues      | Джим                       |
| 1985      | с   | —                         | Washingtoon            | Карл                       |
| 1986      | с   | Альф                      | ALF                    | сотрудник приюта для собак |